# Amtsbezirk Schrems
Der Amtsbezirk Schrems war eine Verwaltungseinheit im Waldviertel in Niederösterreich.
Der Amtsbezirk war der Kreisbehörde in Krems an der Donau unterstellt und besorgte deren Amtsgeschäfte vor Ort. Die Zuständigkeit erstreckte sich neben Schrems auf die damaligen Gemeinden Amaliendorf, Beinhöfen, Böhmzeil, Eibenstein, Aalfang, Erdweis, Eschenau, Gmünd, Gebharts, Gundschachen, Heinreichs, Hirschbach, Hoheneich, Hollenstein, Jaudling, Jetzles, Kirchberg am Walde, Kottinghörmanns, Langegg, Nondorf, Rottenschachen, Großrupprechts, Kleinschönau, Niederschrems, Langschwarza, Süßenbach, Sparbach, Steinbach, Ulrichs, Vitis, Warnungs, Weissenalbern, Wielands, Witschkoberg und Zuggers.
Der Amtsbezirk umfasste dabei 37 Gemeinden mit 22.591 Einwohnern (lt. Zählung von 1851).